# 聖安東尼奧縣 (胡胡伊省)

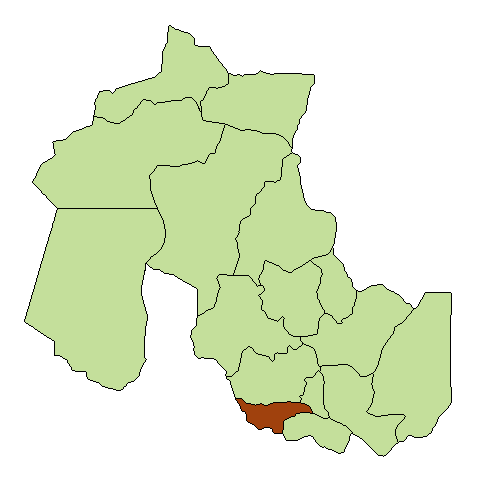

24°22′11″S 65°19′59″W / 24.36972°S 65.33306°W
聖安東尼奧縣（西班牙語：Departamento San Antonio），是阿根廷的縣份，位於該國西北部胡胡伊省，首府設於聖安東尼奧，面積690平方公里，該地區的地震活動頻繁和低強度，2010年人口4,466，人口密度每平方公里6.47人。